# Jana Glatt
Jana Glatt Rozembaum mais conhecida como Jana Glatt (Rio de Janeiro, 1987) é uma design gráfico e ilustradora brasileira.

## Biografia
Carioca de nascimento, Jana Glatt desde a sua infância já demonstrava interesse pela arte. Ainda muito nova adorava criar seus personagens infantis no papel, desenvolvendo e transmitindo a sua imaginação nas aulas de teatro que fazia. 
Estudou ilustração em Barcelona, época em que acabou descobrindo realmente a sua vocação pela criação artística. Aliado a sua formação em designer gráfico, passa a atuar de maneira profissional.
Ao longo de sua carreira, Glatt já ilustrou mais de 20 obras literária para diferentes editoras e autores nacionais. Suas artes foram selecionadas para o VI Catálogo Ibero-americano de Ilustração com exposição em Guadalajara e Bolonha na Itália.

## Prêmios e Indicações
Em 2020 Jana Glatt ganhou o Prêmio Jabuti em primeiro lugar, pela ilustração do livro Cadê o livro que estava aqui? publicado pela editora FTD Educação.